# 莫氏田鼠
莫氏田鼠（学名：Microtus maximowiczii）为仓鼠科田鼠属的动物。在中国大陆，分布于陕西、黑龙江、河北、内蒙古、吉林等地，常见于沼泽、草甸、河岸丛林。该物种的模式产地在西伯利亚阿穆尔省。